# 決断疲れ

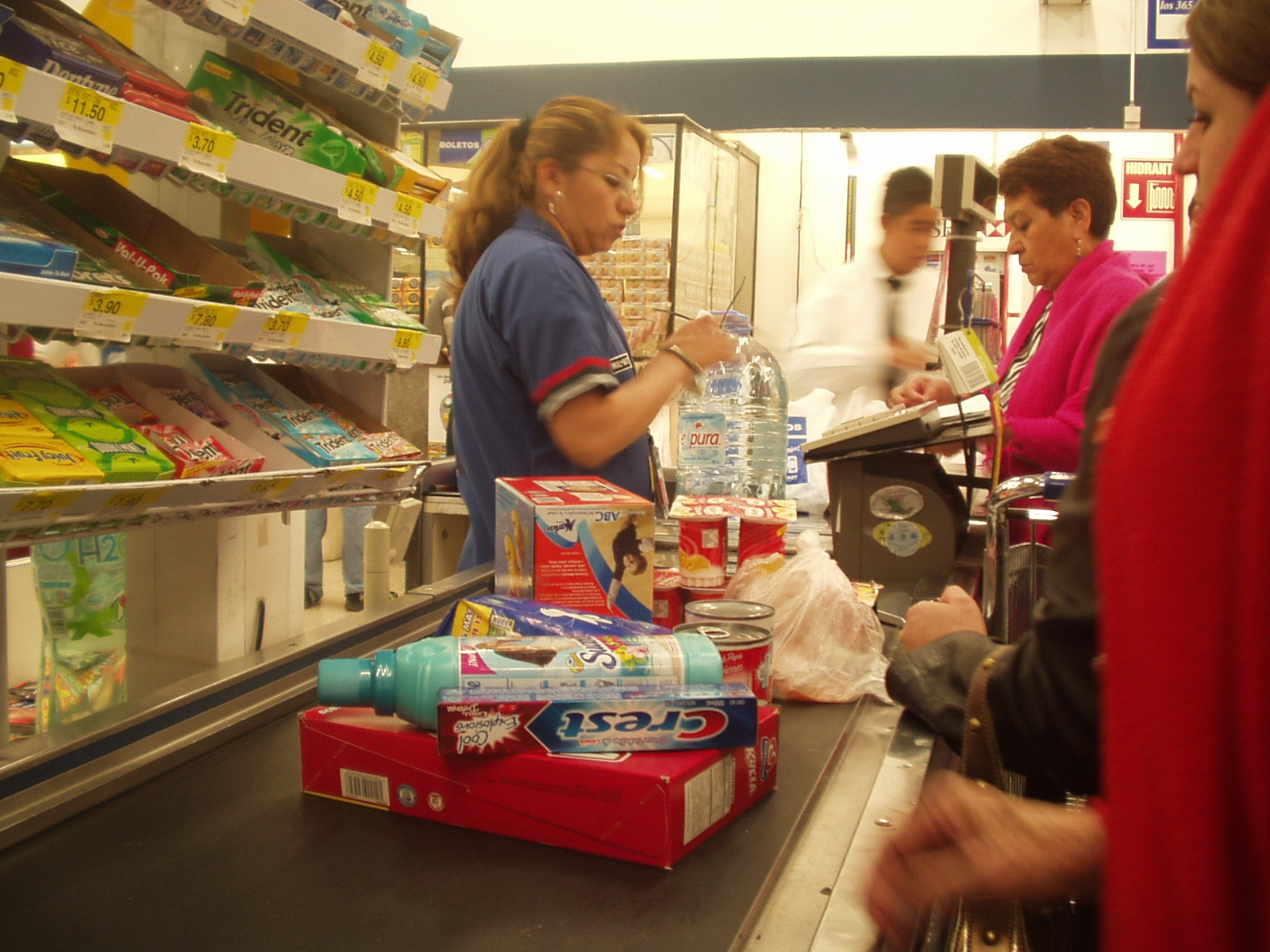
買い物客の決断疲れを利用するため、わざとレジの近くに置かれたキャンディとスナック菓子。

意思決定 と 心理学 の分野において 決断疲れ（判断疲れ、決定疲れ 英語：decision fatigue）とは、意思決定を長時間繰り返した後に個人の決定の質が低下する現象を指す。 現在では不合理な意思決定の原因の1つとして理解されている。 職務中の裁判官を例に取ると、午後には日中早いうちに比べて好意的な判決が少なくなることが明らかになっている。 決断疲れは消費者に本来必要でないモノを購入させるなどの粗末な選択をさせることにもつながる。
「選択肢のない人々はそれらを望みそのために戦うこともよくあるはず」だが、しかし同時に「多くの決断を下すことに（心理学で言う）嫌悪感を覚えうる」ところにパラドックスがある。

## 影響

### トレードオフを行う能力の低下

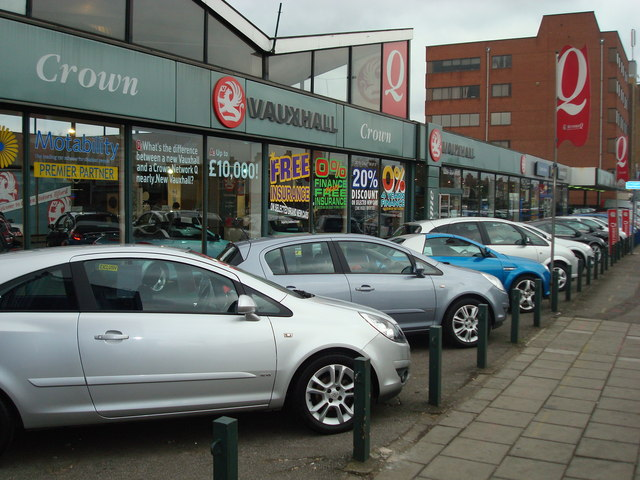
消費者が車の販売店を訪れると、種々のローン契約や上位部品、保証の選択の全てに圧倒されてしまうかもしれない。

両立しないものの間の妥協、いわゆるトレードオフは、高度でエネルギー消耗の激しい意思決定である。精神的に擦りきれた人はトレードオフに対して億劫になったり、大変粗末な選択を行う。 スタンフォード大学のジョナサン・レバブ (Jonathan Levav) は、決断疲れがどのように人をセールに弱くし、またセールの時間を決めるためどのようにマーケティング戦略がデザインされるべきかを示す実験を考案した。 「普段は分別のある人々が――なぜ新車のサビ止め加工を勧めるディーラーに抗えないのか。それが決断疲れによって説明できます。」
プリンストン大学のディーン・スピアーズ (Dean Spears) は、経済的なトレードオフを常に迫られることで生じる決断疲れが人々を貧困層に押し留める大きな要因であるとする根拠を示した。 もし経済状況が貧者にとても多くのトレードオフを迫るとすれば、貧者は他の活動に使う精神的エネルギーがほとんど無くなってしまう。「スーパーへの外出が、各商品により多くの心的トレードオフを要することから、もし富裕層より貧困層の決断疲れをより早めるとすれば、レジに至るまでに貧困層はチョコバーとフルーツキャンディに抗う意志力をほとんど失っていることになります。これらの商品は衝動買いと呼ばれるに違いありません。」

### 判断の回避
決断疲れにより決断を全くしない状態に陥ることがあり、これを「決断忌避」(Decision avoidance) と呼ぶ。 イエンガー (Iyengar) とレッパー (Lepper) による研究(2000年)によると、「より多くの選択肢がある人の方が何も買わない決断に消極的で、6個の内から選んだ場合より24個または30個から選んだ場合のほうが最終的な満足度は低いことが分かった。」これは、「選択という行為が、選択肢の中から大きな意思決定を行うことを求める限り、重荷になりついには反生産的にもなりうることを示唆している。」 決断の質を管理する組織的な取り組みの中で、決断疲れと上手く付き合えるようマネジャーを助ける技法が発明されている。 トレードオフと意思決定の感情的コストを回避するために使われる決断忌避の他の形態には、可能なら既定のものまたは現状維持を選ぶ、などがある。

### 衝動買い
決断疲れはスーパーマーケットでの理不尽な衝動買いに影響する。スーパーマーケットへの外出中に値段と促販に関するトレードオフの決断が決断疲れを作る。こうして買い物客がレジに辿り着く頃にはキャンディーと砂糖菓子を衝動買いしたい欲求を抑える意志力は無くなっているのである。甘いおやつがよくレジに備え付けられているが、これは多くの買い物客がそこに至る前に決断疲れを起こしているためである。フロリダ州立大学の社会心理学者 ロイ・バウマイスター は衝動買いと低い血糖値に直接の関連があることを発見した。また、血糖値が低下している時にグルコースを補給することで良い決断を下す能力が復活することを示した。これは、なぜ貧しい買い物客が外出中に買い食いしやすいかを説明するために提案された。
研究者のキャラル・ドエック (Carol Dweck) は「決断疲れが起きている間、それは主に意志力はすぐに無くなってしまうと考えている人に影響する」ことを見出した。彼女は「とても骨の折れる作業の後、疲れたり消耗したりしたのは意志力が限られた資源であると信じている人だけであり、それほど限られていないと信じていた人はそうではなかった」と述べている。「一部の例では、意志力がそれほど限定されていないと信じていた人がとても骨の折れる作業の後により優れた結果を出した」と彼女は添えた。

### 自己調整機能の低下
「選択の過程それ自身が自己の貴重な資源を浪費するかもしれず、それにより実行機能が他の活動を実行する能力を低くしている。決断疲れはそのために自己調整(self-regulation)を損ねてしまう。」 「ある程度の自己調整の失敗」は「ほとんどの大きな個人的・社会的な問題」の原因となっている。例えば借金、「仕事や学業の不振」、運動不足などが挙げられる。
衝動に対する個人の自己管理能力が決断疲れに直面して削られていくような実験で、決断疲れと自我消耗の間に相互関係があると判明した。
ジョージ・レーベンシュタイン (George Loewenstein) は次のように示唆した。高官が私生活における衝動を抑えきれず破滅的な失敗を招く理由は、時たま日々の意思決定の重荷に端を発する決断疲れによるものだと考えられている。 同様に、ティアニー (Tierney) は、「CFO達は（意思決定の続く長い1日の後に）破滅的な深夜の遊びに身を投じる傾向がある」と指摘している。。
法による調整を行う立場の自己調整について、ある調査研究は、裁判官の下す判決は彼らの最後の休憩時間からの長さに強く影響される事態を明らかにした。「我々は、決断を行う時間帯ごとに好意的な判決の割合が約65%からだんだんとゼロ近くにまで下落し、休憩後あっけなく65%近くに戻ることを見出した。」